# 小園安名
小園 安名（こぞの やすな、1902年（明治35年）11月1日 - 1960年（昭和35年）11月25日）は、日本の海軍軍人。海軍兵学校第51期卒業。最終階級は海軍大佐剥奪。

## 生涯
1902年（明治35年）11月1日、鹿児島県川辺郡万世町（現・南さつま市）に生まれる。旧制鹿児島県立川辺中学校を経て1920年8月26日に海軍兵学校第51期に入学。同期に樋端久利雄、山本祐二、三代一就、大井篤らがいる。1923年7月14日、同校を卒業し、少尉候補生。練習艦「磐手」乗組み。
1926年3月、霞ヶ浦海軍航空隊第14期飛行学生、11月、卒業。空母「赤城」分隊長着任。霞ヶ浦航空隊教官着任。小園に思想的影響を受けた飛行学生の中尉らが五・一五事件を起こし、小園も「皇道革新」を主張し五・一五事件を支持したことから転勤させられる。大村航空隊分隊長着任。横須賀航空隊分隊長着任。小園は大型機論（戦闘機無用論）を支持していた。若い搭乗員に対して「おい、中攻どころか、いまにアメリカ本土を直接爆撃できる大型機ができるぞ。そうなれば、あんな高い費用がかかる空母なんていらなくなるよ」と声をかけ、空母全廃論まで唱えた。1935年10月、空母龍驤飛行隊長に着任。

### 日中戦争
1937年、日中戦争がはじまる。第十二航空隊飛行隊長に着任。隊員だった原田要は小園について「とても部下思いの優しい人で、下士官兵も大切にしてくれ、私は非常に尊敬していました。（終戦後の）徹底抗戦も国への想いが人一倍強く、真に純粋な思いからだったと思います。」と語っている。
1938年（昭和13年）4月29日の天長節を期して漢口空襲が計画され、総指揮官は先任分隊長の吉富茂馬大尉となる予定だったが、小園少佐は総指揮官として自分も出陣すると司令三木森彦大佐に直訴した。1月以降既に3人の飛行指揮官が戦死していたため、相生高秀大尉は反対していた。小園は三十六歳で肥満のため一人では座席に乗り込めず整備員に押し上げてもらい、護衛には黒岩利雄一空曹ら腕利きがついた。部隊は、13空の棚町整少佐指揮する中攻十八機、12空の戦闘機二十八機で出撃し、中華民国空軍の五十一機撃墜を報告した。これ以前の飛行隊長は地上にいて空中指揮を執ることがなかったため、小園が空中指揮官として上がった最初の飛行隊長であった（但し分隊長を兼任していないため、列機は護衛機のみ）。
1938年7月12日小園を司会に36名の戦闘機搭乗員達が集めた「撃墜100機座談会」が行われた。1940年11月鳳翔飛行長に着任。

### 太平洋戦争

#### 台南空

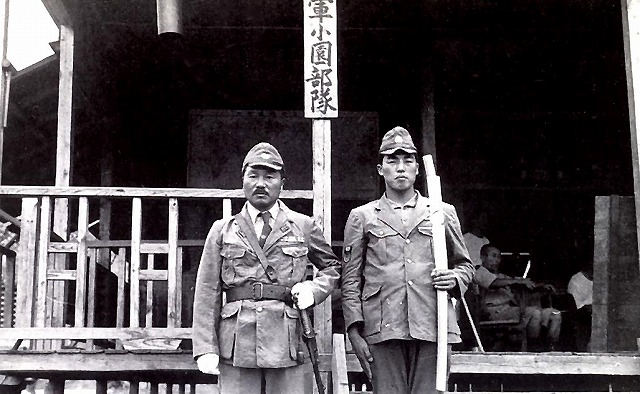
ラバウル東飛行場指揮所前にて（左）。向かって右は工藤重敏上飛曹

1941年（昭和16年）10月、中佐に昇進、台湾の台南基地に新設された台南航空隊の副長兼飛行長に着任。1941年12月8日、太平洋戦争開戦後、台南空は戦線の南下に伴ってフィリピン、インドネシアを経てラバウルへ進出後、東部ニューギニアおよびソロモン諸島に展開する米豪軍と戦った。
吉田一（日映カメラマン）は台南空取材中、搭乗員から頼まれると写真をとって搭乗員が戦死すると小園に彼らの写真を差し出していた。当初、小園は吉田に感謝していたが、戦死者が増えてゆき「吉田が写真を撮ると相手が戦死するから搭乗員の写真を撮るな」と通達したという。以後、吉田は小園の見ている所で搭乗員写真を撮ることはなくなった。小園は戦場で書きためた俳句や和歌ノートを吉田に見せて批評を求めることもあった。先任下士官の坂井三郎が夜中に現地住民のニワトリを盗み出したときは、「いやしくも日本海軍の軍人が、たとえニワトリの一羽でも、原住民のものを荒らすなどとは、とんでもないことだ」と叱っている。
1942年（昭和17年）8月から続くガダルカナル島を巡る激戦により戦力を消耗した台南空は、1942年（昭和17年）11月、戦力回復のため内地に帰還した。台南空は第251海軍航空隊と改名しそれに伴い第251航空隊副長兼飛行長。
1942年12月10日、第251海軍航空隊司令に着任。大野竹好分隊長は、小園を『古事記』に造詣が深く日本精神研究に蘊蓄があり、大和魂の権化のような人物で先頭で大声叱咤する鬼提督である半面人情司令でもある、威あり情を知る真の武人と評価する。また酒を飲めば必ず鶏踊りを踊ったという。
小園中佐は、1942年5月6月頃、ラバウルに進出する大型爆撃機B-17の迎撃に苦しんだことから、B-17が後ろ下方からの攻撃に弱いことに着目し、「斜銃」（斜固定銃）を中央に発案し、11航空艦隊司令部も実現に積極的であり、中央も採択した。斜銃とは、機軸に対して上方または下方に30度前後の仰角を付けて装備された航空機銃で、斜銃の利点はB17の弱点（後ろ下方からの攻撃に弱い）に対し攻撃占位運動が容易であること、攻撃態勢保持時間が長いことが挙げられる。航空技術廠の会議室で、海軍省、航空本部、横空関係者が集まり、小園から提案説明が行われた。参加した横空実験部主務部員の小福田晧文によれば、支持者はほとんどなく、とにかくやらせてみればいいという賛成も反対もしないという空気だったという。それは「この斜銃というものの効果が、だれにも全く未知数であるということと、いま一つには、この小園大佐は昔から奇行が多く、神がかり的で、しかも、一度いい出したら絶対に自説を曲げないという有名な頑固者として通ってきた人だからである」という。
1943年2月、二式陸上偵察機の斜前上方に機銃2基を装備した夜間戦闘機として斜銃装備が施され、小園は接敵訓練を開始した。1943年（昭和18年）5月21日夜、斜銃装備機は初戦で来襲6機中2機の撃墜を報告。当時の第五空襲部隊指揮官は戦闘速報で斜銃の威力が顕著であると報告している。B-17への一応の対策は確立したが、空襲を食い止めるほどの効果はなかった。
これにより、従来何ら対策もなかった対大型攻撃機との夜間空戦の1つの基礎が確立され、現地の士気も向上した。ラバウルにおける戦果により海軍で正式採用され、二式陸上偵察機が一部改造され夜間戦闘機「月光」となった。斜銃は「上向き砲」と名を変えて陸軍にも普及し、日本陸海軍夜間戦闘機の主要装備となった。但し、自ら発案した斜銃を万能兵器と考えていたため、高性能なB-29に対抗するためには少しでも機体の軽い方が望ましい「雷電」にまで強引に斜銃を装備させて、周囲の人々を辟易させることもあった。「雷電」に装備された斜銃はほとんど役に立たなかったため、小園司令には内緒でほとんどの機から取り外され、後に補充された「雷電」にも装備されなかった。
初撃墜の直後、海軍中央から251空の保有する二式陸偵全機の改修許可と改造夜戦の制式化内示が伝えられ、1943年（昭和18年）8月23日には丙戦（夜間戦闘機）「月光」として制式採用、斜銃も制式兵器となった。1943年9月1日、二五一空は月光24機（定数）の夜間戦闘機専門部隊として再編成された。然しこの頃から米軍は優勢な航空勢力を背景に、夜間攻撃から昼間攻撃に切り替えつつあり、ラバウルで活躍の場はほとんどなかった。9月20日、小園は251空司令解任、内地に帰還する。

#### 三〇二空
1944年3月1日、第三〇二海軍航空隊司令に着任。302空は首都防空を目的とした日本最大規模の航空隊であった。美濃部正少佐が第二飛行機隊長として編入した際は、美濃部の夜間攻撃部隊に理解を示した。
マリアナ沖海戦の敗北でサイパンが陥落し、B29の空襲が日本本土の関東・東海地方まで侵入するようになると首都方面で302空はその迎撃にあたった。また小園は高木惣吉海軍少将、神重徳海軍大佐らと共に東條英機総理暗殺計画に参加し、暗殺実行後に実行者の台湾への逃亡の手助けの役割を分担していた。しかしサイパン陥落に伴う東条内閣の総辞職により本計画は実行されなかった。
1944年8月29日、兼横須賀鎮守府参謀。10月15日、大佐に昇進。10月末、フィリピンで神風特攻隊が開始。小園は302空で零戦隊の13期予備学生出身者だけを集めて特攻隊志願者を募った。その他、小園は関行男大尉以下敷島隊の特攻についての訓辞を行って、志願者は上官に申し出るように募集もした。彗星隊の坪井晴隆飛曹長のように小園の訓辞に深い感銘を受けて志願を決める者もいた。しかし、戦果が上がらない特攻に対し、小園は否定的になっていった。
1945年3月8日、兼第三航空艦隊参謀。6月1日、兼第71航空戦隊参謀。
1945年（昭和20年）8月15日、天皇はポツダム宣言の受諾、つまり連合国に対する降伏の決定を玉音放送により国民に伝えた。しかし、ソ連による国体破壊を恐れると共に、自分の提言を無視して敗北を重ねながら、あっさりと降伏を決めた海軍上層部に反発した小園は連合艦隊司令部と全艦隊に「302空は降伏せず、以後指揮下より離脱する」と伝達。小園は玉音放送すら信じず、部隊に「日本は神国、降伏はない、国体に反するごとき命には絶対服さない」と訓示を行う。翌日から陸海軍、国民など各地に檄文を撒き呼びかけて回った（厚木航空隊事件）。米内光政海軍大臣、寺岡謹平海軍中将、高松宮宣仁親王が説得に当たるが納得しなかった。しかし小園が南方で罹患したマラリアの再発により指揮不能に陥り、302空は20日副長菅原英雄中佐によって武装解除され、21日に反対者も鎮圧された。21日朝、小園は海軍兵により笑気ガスとモルヒネにより気絶させられ、野比海軍病院へ運ばれて精神病棟で監視下に置かれた。病室で小園は「自分は気狂いではない、正気だ」と訴えていた。「マラリアに罹患した」という点について、小園の長男は「マラリアではなく、軍によって寝室に秋水の燃料補助剤がまかれ、錯乱状態になった」と主張しているが、燃料補助剤に使われたのはオキシキノリンとピロリン酸ソーダ、銅シアン化カリウムであるため事実ではないと思われる。

### 戦後
1945年10月、小園は日本最後の軍法会議にかけられる。同年10月16日、横須賀鎮守府臨時軍法会議で、裁判官は裁判長判士海軍少将小柳冨次、裁判官法務官海軍法務大佐由布喜久雄、裁判官判士海軍大佐小野良二郎、干与検察官海軍法務少将小田垣常夫により審理され、「被告人ヲ無期禁錮ニ処ス」という判決を出した。
党与抗命罪（海軍刑法56条）の首魁として無期禁錮刑と官籍剥奪が言い渡され、横浜刑務所に収監された。
軍法会議法における戦時事変に際し海軍部隊に特設された臨時軍法会議であるため法令により弁護人はいなかった。
その後、新憲法の公布を機会として、1946年11月3日、大赦令の特赦基準において党与抗命罪も含められ、厚木航空隊事件関係者は、主犯である小園を除き赦免され、小園は無期禁錮から禁錮20年に減刑され、1950年9月4日、特別上申により禁錮10年に減刑、12月5日、熊本刑務所を仮釈放され、1952年、平和条約の発効のとき政令百十七号の大赦令によって、同年4月28日に赦免された 。この間、1948年1月31日、公職追放の仮指定を受けた。
釈放後は故郷の鹿児島に帰り農業を営んだ。淵田美津雄によれば、小園は「あの時降伏などするのではなかった」と快活に言っていたという。1953年、「文藝春秋」8月号に手記『最後の対米抵抗者』 を寄稿。終戦前後のクーデター当事者の貴重な記録として、『日本の一番長い日』などに参考資料として使われた。1960年11月25日に脳出血で死去。享年58。
死後、遺族や関係者により名誉回復の運動があり、1974年の恩給法の附則改正により小園の未亡人は遺族扶助料を受給できることになった。恩給を所管する総理府の小坂徳三郎総務長官は「小園氏の名誉回復は今回の恩給法の改正によりまして、まず第一段階は到達されたというふうにわれわれは認識しております」と説明している。しかし、小園の階級回復はついに成らずに終わった。
早瀬利之により、「丸」に『還らざる夏 厚木航空隊司令・小園安名の生涯』が発表され（2021年完結）、戦後を含む小園の生涯の詳細が取り上げられた。

## 演じた俳優
- 田崎潤（日本のいちばん長い日（1967年版））
- 菅原文太（あゝ決戦航空隊）